# Zacharias Kallierges

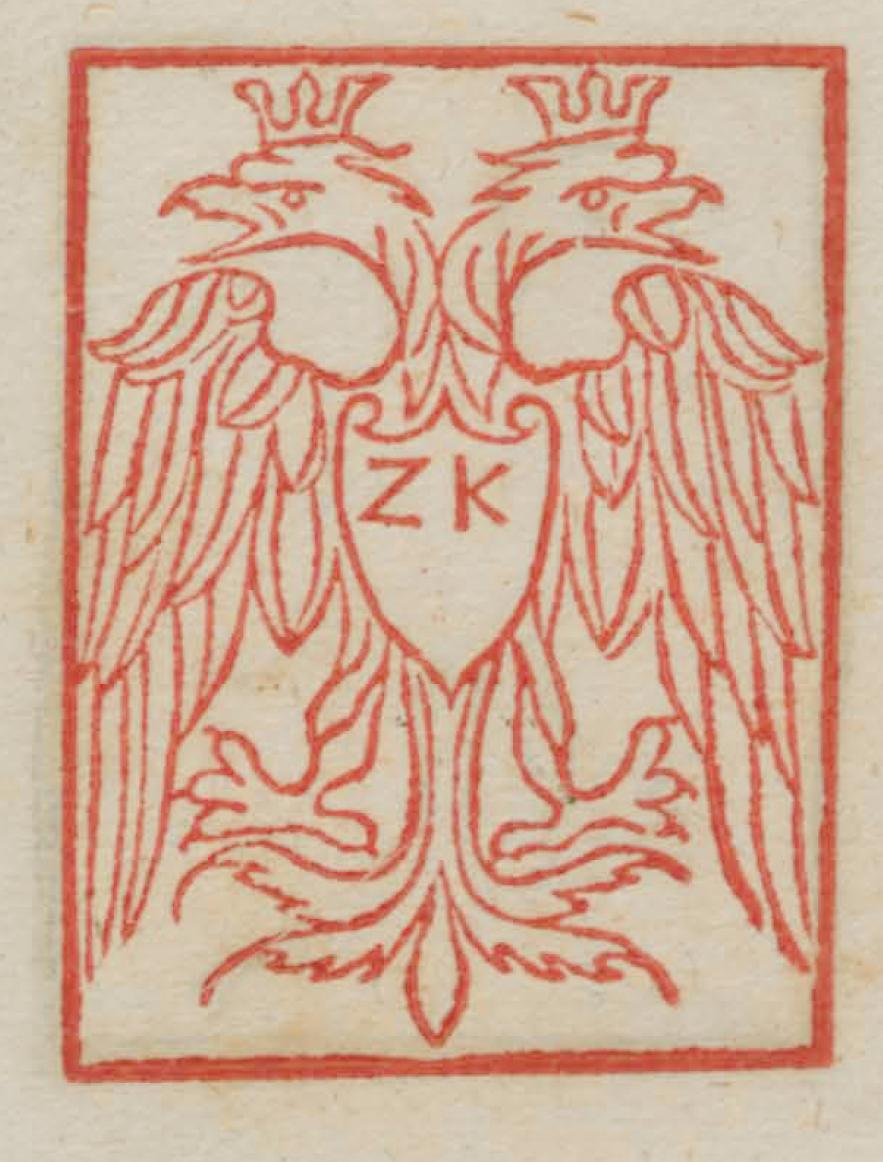
Druckerzeichen von Zacharias Calliergis

Zacharias Kallierges (griechisch Ζαχαρίας Καλλιέργης, auch Kallergēs oder Kalliergis, italienisiert Zaccaria Calliergi, * um 1473 in Rethymno, Kreta; † nach 1524) war ein griechischer Typograf und Drucker in Venedig und Rom.

## Leben
Zacharias Kallierges wurde etwa um die gleiche Zeit wie Marcus Musurus und Nikolaos Vlastos in Rethymno auf Kreta, das damals zur Republik Venedig gehörte, geboren. Er entstammte einer adeligen Familie, die für sich eine Herkunft von den Laskariden in Anspruch nahm. Kallierges wählte dann auch als Druckerzeichen den gekrönten Doppeladler – ein dynastisches Zeichen in Byzanz – zusammen mit seinen Anfangsbuchstaben ZK in einem Wappenschild.
1490 zog er nach Venedig, wo er zunächst zusammen mit Nikolaos Vlastos in der Offizin von Aldus Manutius als Kopist griechischer Manuskripte arbeitete. Am 21. September 1498 erhielt Vlastos von der Signoria das Privileg für griechischen Typen für zehn Jahre. 1499 brachte Kallierges das Etymologicum magnum heraus, an dem Vlastos, Kallierges und Musurus sechs Jahre lang gearbeitet hatten. Es gilt als eins der berühmtesten Zeugnisse früher venezianischer Druckkunst überhaupt. Gedruckt ist es mit einer von Vlastos und Kallierges neu geschaffenen griechischen Kursive, die weitgehend der Handschrift des Kallierges entspricht. Das Vorwort, das an die Professoren der Universität Padua gerichtet ist, schrieb Marcus Musurus. Ausgestattet ist das Werk mit reichen ornamentalen Bordüren und Initialen in roter Farbe. Mitfinanziert wurde es durch Anna Notaras, die Tochter des letzten byzantinischen Admirals Loukas Notaras, die Mittelpunkt der großen griechischen Exilgemeinde Venedigs war. Zielgruppe des Werks waren nicht nur die Mitglieder dieser Gemeinde, sondern vor allem die Professoren und Studenten der venezianischen Universität Padua.
1501 zog er mit seiner Familie nach Padua, wo er seinen Lebensunterhalt mit dem Kopieren griechischer Handschriften verdiente. 1509 kehrte er nach Venedig zurück und nahm dort seine Tätigkeit als Drucker wieder auf. Er brachte einige griechische Bücher heraus, darunter das Horologion, ein liturgisches Buch für den Gebrauch in der Kirche. Das sehr rare Buch im Oktav-Format zeichnet sich durch seine sorgfältige Typografie und die für Kallierges typischen roten Initialen und Bordüren aus.
Wegen der angespannten wirtschaftlichen Lage, in die die Republik durch Aktionen der Liga von Cambrai geraten war, übersiedelte er 1514 nach Rom, wo er in dem Bankier Agostino Chigi einen finanzstarken Mäzen fand. In Rom richtete er die erste Druckerpresse nur für griechische Literatur ein. Bereits 1515 kam seine Pindar-Ausgabe heraus. Zwar hatte Manutius schon 1513 eine Pindar-Ausgabe herausgebracht, die römische Ausgabe wurde aber für die folgenden drei Jahrhunderte von den humanistischen Gelehrten als die maßgebliche betrachtet.